# Mount Prevost
Mount Prevost är ett berg i Kanada.   Det ligger i provinsen British Columbia, i den sydvästra delen av landet, 3 600 km väster om huvudstaden Ottawa. Toppen på Mount Prevost är 788 meter över havet, eller 602 meter över den omgivande terrängen. Bredden vid basen är 7,4 km.
Terrängen runt Mount Prevost är varierad.Närmaste större samhälle är North Cowichan, 6,2 km öster om Mount Prevost. 
I omgivningarna runt Mount Prevost växer i huvudsak blandskog. Runt Mount Prevost är det ganska glesbefolkat, med 32 invånare per kvadratkilometer.